# American Forces Network
 (octobre 2023).
Si vous disposez d'ouvrages ou d'articles de référence ou si vous connaissez des sites web de qualité traitant du thème abordé ici, merci de compléter l'article en donnant les références utiles à sa vérifiabilité et en les liant à la section « Notes et références ».
L'American Forces Network (AFN) est un service de télévision et de radio du gouvernement que l'armée américaine fournit à ses soldats stationnés ou affectés à l’étranger. Les opérations de diffusion d'APN, qui comprennent les flux mondiaux par satellite de radio et de télévision, émanant de l'AFN Broadcast Center / Defense Media Center à Riverside[Lequel ?], en Californie, ont lieu à partir de Fort Meade, dans le Maryland.